# Larry Bryggman
Arvid Laurence "Larry" Bryggman (Concord, 21 de dezembro de 1938) é um ator estadunidense.

## Filmografia
| Ano  | Título                    | Papel             | Nota(s) |
| ---- | ------------------------- | ----------------- | ------- |
| 1979 | ...And Justice for All    | Warren Fresnell   |         |
| 1982 | Hanky Panky               | Stacy             |         |
| 1995 | Die Hard with a Vengeance | Insp. Walter Cobb |         |
| 2001 | Spy Game                  | Troy Folger       |         |
| 2008 | Side by Each              | Salty             |         |
| 2013 | Family Games              | Roan              |         |